# NGC 4151
NGC 4151 é uma galáxia espiral barrada (SBab) localizada na direcção da constelação de Canes Venatici. Possui uma declinação de +39° 24' 24" e uma ascensão recta de 12 horas, 10 minutos e 32,3 segundos.
A galáxia foi descoberta em 17 de Março de 1787 por William Herschel.
Foi nomeada como Eye of Sauron ("Olho de Sauron") por astrónomos pela sua semelhança com o olho do vilão da série O Senhor dos Anéis. A galáxia apresenta um super-massivo buraco negro no seu centro que emite radiações de raios-X (de cor azul) envolto numa nuvem de hidrogénio (de cor vermelha).